# 포돌스크두더지쥐
포돌스크두더지쥐(Spalax zemni)는 소경쥐과에 속하는 설치류의 일종이다. 우크라이나 서부와 중부 지역의 토착종이다.